# Benfica (Rio de Janeiro)

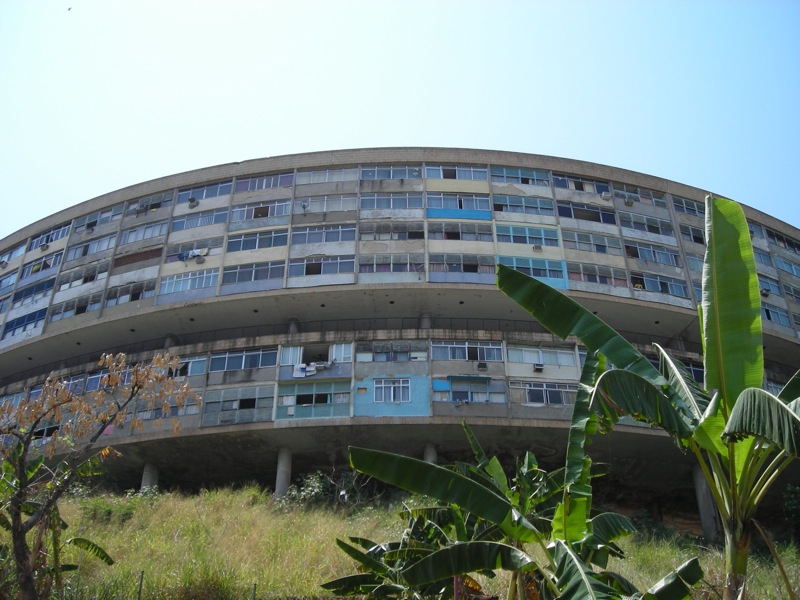
El Mendes de Moraes, projecte d'allotjament, fou construït per treballadors civils del govern de la ciutat de Rio de Janeiro a Benfica, vist des de l'Avinguda Brasil.

Benfica és un barri de la Zona nord de Rio de Janeiro, Brasil. Està localitzat a prop de São Cristóvão i Engenho de Dentro, dins de la Regió Administrativa de Centro.
Benfica ja estava poblat el segle xvi, com una àrea de plantació de canya de sucre portada per missioners jesuïtes, que van rebre una donació extensa de terra, que també incloïa Engenho da Rainha i Engenho Novo, d'Estácio de Sá. Després de l'expulsió dels jesuïtes de l'Imperi portuguès pel marquès de Pombal, el 1759, les possessions de Benfica van ser concedides a diversos propietaris privats, i la zona es va poblar.
El barri històricament ha jugat una funció de lloc de descans i punt de pas a llocs d'interès als afores de Rio, sobretot en l'Estrada Real (Carretera Reial). Avui, Benfica és comunicada per l'avinguda Brasil i l'avinguda Dom Hélder Câmara, dues avingudes que enllacen el centre de Rio amb suburbis de les Zones del nord i de l'oest.

## Història
Per ser veí del Barri Imperial la noblesa hi tenia tirada. Amb l'arribada de la república i el canvi de residència de l'aristocràcia, va suposar el trasllat de gran part dels rics a la Zona Sud de la ciutat. Així, Benfica es va convertir en un barri de classe mitjana, però amb el trasllat del Districte Federal el 1960 el barri va ser abandonat pel poder públic entrant en un profund declivi. Encara existeixen sobrados del segle XIX en estat precari en el barri.
El Conjunto Residencial Prefeito Mendes de Moraes, conegut per la premsa especialitzada com " Conjunto do Pedregulho" o més popularment com "Minhocão de Benfica", és una icona de la Arquitectura moderna brasilera. El projecte, de 1947, és de l'arquitecte Affonso Eduardo Reidy, amb panells signats per Roberto Burle Marx i Candido Portinari.